# 5 mars
5 mars är den 64:e dagen på året i den gregorianska kalendern (65:e under skottår). Det återstår 301 dagar av året.

## Återkommande bemärkelsedagar

### Nationaldagar
- Cornwall: Sankt Pirans dag (inofficiell nationaldag)

### Helgondagar
- Sankt Teofil (död 195)
- Sankta Olivia (död 308)

## Namnsdagar

### I den svenska almanackan
- Nuvarande – Tora och Tove
- Föregående i bokstavsordning
  - Konon – Namnet fanns, till minne av abboten Konon på Sicilien på 1200-talet, även i formen Conon, på dagens datum fram till 1901, då det utgick.
  - Toini – Namnet infördes på dagens datum 1986, men flyttades 1993 till 2 november och 2001 till 17 oktober.
  - Tor – Namnet infördes på dagens datum 1986, men flyttades 2001 till 19 oktober.
  - Tora – Namnet infördes på dagens datum 1901 och har funnits där sedan dess.
  - Tove – Namnet infördes 1986 på 2 november. 1993 flyttades det till 10 september och 2001 till dagens datum.
- Föregående i kronologisk ordning
  - Före 1901 – Konon och Conon
  - 1901–1985 – Tora
  - 1986–1992 – Tora, Tor och Toini
  - 1993–2000 – Tora och Tor
  - Från 2001 – Tora och Tove
- Källor
  - Brylla, Eva (red.): Namnlängdsboken, Norstedts ordbok, Stockholm, 2000. ISBN 91-7227-204-X
  - af Klintberg, Bengt: Namnen i almanackan, Norstedts ordbok, Stockholm, 2001. ISBN 91-7227-292-9

### Finlandssvenska almanackan
- Nuvarande från 2020[1] – Leila, Laila
- I föregående revideringar[a][2]
  - 1929–1949 – Leila
  - 1950–1988 – Leila, Laila
  - 1989–2019 – Laila, Leila

## Händelser
- 1770 – Brittiska trupper skjuter ihjäl fem och skadar sex civila amerikaner i Boston efter att en uppretad folkmassa har hotat en brittisk tjänsteman. Händelsen, som i USA går till historien som Bostonmassakern (i brittisk historia kallad Incidenten på King Street) förstärker den antibrittiska opinionen i kolonierna på den amerikanska östkusten, vilket några år senare leder till att det amerikanska frihetskriget utbryter.
- 1856 – Järnvägarna Örebro–Ervalla och Ervalla–Nora står klara och är Sveriges första allmänna, normalspåriga järnvägar för lokomotivdrift. Den förstnämnda är en del av den planerade Köping–Hults Järnväg, och den senare den så kallade Nora–Ervalla Järnväg.
- 1946 – I ett tal i Fulton i Missouri använder den förre brittiske preimiärministern Winston Churchill för första gången uttrycket järnridån för att beteckna den sovjetiska dominansen i Östeuropa. Ordet har dock myntats och använts av bland andra Churchill flera år tidigare.
- 1953
  - Josef Stalin, som har varit ledare för Sovjetunionens kommunistiska parti sedan 1922 och Sovjetunionens regeringschef sedan 1941, avlider efter att ha drabbats av hjärnblödning några dagar tidigare. Efter hans död tar Georgij Malenkov makten i Sovjetunionen, men redan i september samma år blir han bortmanövrerad av Nikita Chrusjtjov, som sedan blir Sovjetunionens ledare fram till 1964.[3]
  - Den sovjetiske tonsättaren Sergej Prokofjev avlider.
- 1987 – Hans Holmér tvingas avgå som länspolismästare i Stockholm efter att massiv kritik har riktats mot honom för hans sätt att sköta utredningen av Palmemordet, som inträffade ett år tidigare.
- 2001 – En skolskjutning inträffar på Santana High School i kaliforniska Santee, varvid eleven Charles Andrew Williams dödar två och sårar elva elever och två lärare, innan han ger upp till polisen. Williams tycks ha blivit inspirerad av Columbinemassakern 1999, då andra elever tidigare har hört honom säga att han skulle ”göra en Columbine”. Händelsen ger nu-metal-bandet P.O.D. idén till sin hitlåt ”Youth of the Nation”.
- 2008 – Den somaliska fotomodellen Waris Dirie försvinner i den belgiska huvudstaden Bryssel. Eftersom hon har uttalat sig om kvinnlig könsstympning och en annan fotomodell har hittats död efter liknande uttalanden, leder detta till stor oro. Waris hittas dock välbehållen två dagar senare.
- 2009 – Den amerikanske popartisten Michael Jackson håller i London sin sista presskonferens någonsin. Tre månader senare avlider Jackson, 50 år gammal.
- 2018 – Det nationalistiska svenska politiska partiet Alternativ för Sverige grundas.

## Födda
- 1133 – Henrik II, kung av England 1154–1189
- 1324 – David II, kung av Skottland 1329–1371
- 1512 – Gerhard Mercator, nederländsk geograf
- 1638 – Shunzhi-kejsaren, Kinas kejsare 1644–1661, den förste kejsaren av Qingdynastin
- 1696 – Giovanni Battista Tiepolo, italiensk målare
- 1777 – Outerbridge Horsey, amerikansk politiker, senator för Delaware 1810–1821
- 1789 – William S. Archer, amerikansk politiker, senator för Virginia 1841–1847
- 1795 – André B. Roman, amerikansk politiker, guvernör i Louisiana 1831–1835 och 1839–1843
- 1809 – John Bozman Kerr, amerikansk diplomat och politiker
- 1816 – Rodman M. Price, amerikansk demokratisk politiker, guvernör i New Jersey 1854–1857
- 1853 – Howard Pyle, amerikansk tecknare och författare
- 1856 – Michail Vrubel, rysk konstnär
- 1864 – Filip Månsson, svensk konstnär
- 1867 – Victor Ségoffin, fransk skulptör
- 1869 – Helfrid Lambert, svensk skådespelare och operettsångare
- 1871
  - Rosa Luxemburg, polsk-tysk socialistisk politiker av judisk härkomst
  - Arthur Thesleff, finländsk botaniker
- 1878 – Ellen Trotzig, svensk konstnär
- 1880 – Adrian Molin, svensk sociolog och politiker
- 1890 – Per Lindberg, svensk regissör, manusförfattare och producent
- 1897 – Song Meiling, kinesisk-taiwanesisk politiker, gift med Chiang Kai-shek
- 1898 – Zhou Enlai, kinesisk kommunistisk politiker, Kinas premiärminister 1949–1976
- 1904 – Karl Rahner, tysk katolsk teolog
- 1908 – Rex Harrison, brittisk skådespelare
- 1910 – Ennio Flaiano, italiensk författare, manusförfattare och journalist
- 1915 – Laurent Schwartz, fransk matematiker
- 1918
  - Artur Erikson, svensk kristen sångare, pastor i Svenska Missionsförbundet
  - James Tobin, amerikansk ekonom, mottagare av Sveriges riksbanks pris i ekonomisk vetenskap till Alfred Nobels minne 1981
- 1920 – Del Latta, amerikansk republikansk politiker, kongressledamot 1959–1989
- 1922 – Sándor Kopácsi, ungersk polis och politisk aktivist
- 1927 – Jack Cassidy, amerikansk skådespelare
- 1931
  - Tamara Miansarova, sovjetisk sångare
  - Barry Tuckwell, australisk-brittisk valthornsspelare
- 1933 – Walter Kasper, tysk kardinal
- 1934
  - Daniel Kahneman, amerikansk psykolog, mottagare av Sveriges riksbanks pris i ekonomisk vetenskap till Alfred Nobels minne 2002
  - James B. Sikking, amerikansk skådespelare
  - Nicholas Smith, brittisk skådespelare
- 1936 – Dean Stockwell, amerikansk skådespelare
- 1939 – Benyamin Sueb, indonesisk skådespelare
- 1942 – Mike Resnick, amerikansk science fiction-författare
- 1947 – Elisabeth Erikson, svensk operasångare
- 1951 – Jim Dowd, brittisk parlamentsledamot för Labour 1992–2017
- 1952
  - Ralph Carlsson, svensk skådespelare
  - Isatou Njie-Saidy, gambisk politiker
- 1953 – Katarina Frostenson, svensk författare, ledamot av Svenska Akademien 1992–2019
- 1955
  - Deddy Mizwar, indonesisk skådespelare och filmregissör
  - Penn Jillette, amerikansk komiker och illusionist
- 1957 – Tim Holden, amerikansk demokratisk politiker
- 1958 – Andy Gibb, australisk sångare
- 1959 – Vazgen Sargsian, armenisk politiker
- 1961 – Mats Lanner, svensk golfspelare
- 1962 – Todd Russell Platts, amerikansk republikansk politiker
- 1963 – Lotta Engberg, svensk sångare och tv-programledare
- 1965 – Johnny Ekström, svensk fotbollsspelare
- 1970 – John Frusciante, amerikansk musiker, gitarrist i gruppen Red Hot Chili Peppers
- 1971 – Lina Selleby, svensk sångerska, låtskrivare och medlem i Doktor Kosmos under namnet Twiggy Pop
- 1972 – Gloria Tapia, svensk skådespelare
- 1974 – Eva Mendes, amerikansk skådespelare
- 1975 – Kenneth Sandvik, finländsk styrkelyftare, världsmästare i bänkpress
- 1980 – Sanna Bråding, svensk skådespelare
- 1990 – Freddy Åsblom, svensk skådespelare
- 1993 – Kiley Neushul, amerikansk vattenpolospelare

## Avlidna
- 254 – Lucius I, påve sedan 253
- 1576 – Luis de Zúñiga y Requesens, 48, spansk ståthållare i Nederländerna
- 1618 – Johan, 28, svensk prins och hertig av Östergötland, son till Johan III och Gunilla Bielke
- 1827
  - Alessandro Volta, 82, italiensk fysiker, uppfinnare av den elektriska kondensatorn
  - Pierre Simon de Laplace, 77, fransk astronom, matematiker och fysiker
- 1852 – Sophie Gay, 75, fransk författare
- 1859 – Henry S. Geyer, 68, amerikansk politiker och advokat, senator för Missouri 1851–1857
- 1893 – Hippolyte Taine, 71, fransk filosof och litteraturhistoriker
- 1895 – Henry Creswicke Rawlinson, 84, brittisk arkeolog och kilskriftstolkare
- 1914 – William A. Massey, 57, amerikansk republikansk politiker och jurist, senator för Nevada 1912–1913
- 1915 – Thomas R. Bard, 73, amerikansk republikansk politiker, senator för Kalifornien 1900–1905
- 1932 – Peder Kolstad, 53, norsk politiker, statsminister sedan 1931
- 1944 – Rudolf Harbig, 30, tysk friidrottare och OS-medaljör
- 1945 – Hasso von Boehmer, 40, tysk överstelöjtnant (avrättad)
- 1953
  - Sergej Prokofjev, 61, rysk pianist och tonsättare
  - Josef Stalin, 74, sovjetisk politiker, partiledare för Sovjetunionens kommunistiska parti sedan 1922 och Sovjetunionens regeringschef och diktator sedan 1941
- 1963
  - Patsy Cline, 30, amerikansk countrysångare (flygolycka)
  - Ludde Gentzel, 78, svensk skådespelare och sångare, mest känd i rollen som Optimisten i radioserien Optimisten och Pessimisten
- 1966 – Anna Achmatova, 76, rysk poet
- 1972 – Conny Söderström, 60, svensk operasångare (tenor)
- 1976 – Carl Holmberg, 65, svensk sångare
- 1981 – Yip Harburg, 82, amerikansk manusförfattare, sångtextförfattare och kompositör
- 1984 – William Powell, 91, amerikansk skådespelare
- 2006 – Milan Babić, 50, serbisk politiker och krigsförbrytare
- 2011
  - Alberto Granado, 88, argentinsk-kubansk läkare, vän till revolutionären Che Guevara
  - Anna Öst, 100, svensk sångare och musiker
- 2012 – Robert B. Sherman, 86, amerikansk textförfattare och filmmusikkompositör
- 2013
  - Dieter Pfaff, 65, tysk skådespelare
  - Hugo Chávez, 58, venezuelansk politiker, Venezuelas president sedan 1999
- 2016 – Nikolaus Harnoncourt, 86, österrikisk dirigent
- 2018 – Kjerstin Dellert, 92, svensk operasångerska och teaterchef
- 2021 – Stig Malm, 79, svensk politiker och fackföreningsman, ordförande för LO 1983–1993
- 2022 – Agostino Cacciavillan, 95, italiensk kardinal
- 2025 – Fred Stolle, 86, australisk tennisspelare